# Mladší platan javorolistý na náměstí Svobody v Opolí
Mladší platan javorolistý na náměstí Svobody v Opolí, polsky Młodszy Platan klonolistny na Placu Wolności w Opolu, je vzrostlý solitérní a památný strom - platan javorolistý (Platanus × acerifolia, syn. Platanus × hispanica) stojící na horní terase náměstí Svobody (Plac Wolności) ve čtvrti Stare Miasto města Opole v okrese Opole v Opolském vojvodství v jižním Polsku a v Horním Slezsku.

## Další informace
Vysoký strom byl vyhlášený jako památný v roce 2001. Strom byl vysazen někdy na konci 19. století. Z důvodu ochrany je kmen oplocen. Vedle se nachází mohutnější další památný platan Starší platan javorolistý na náměstí Svobody v Opolí.

## Galerie

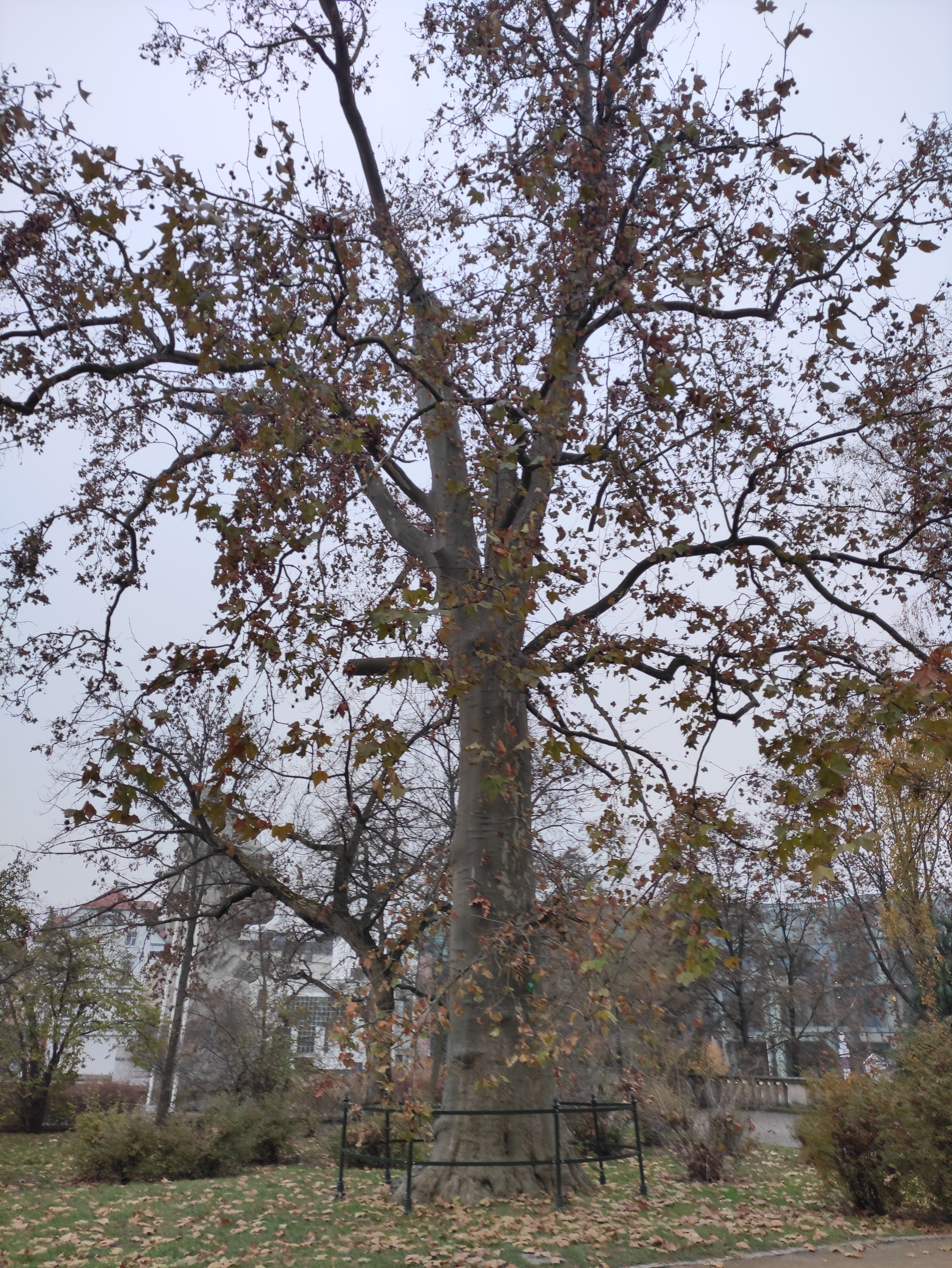
Celkový pohled na strom (prosinec 2022)
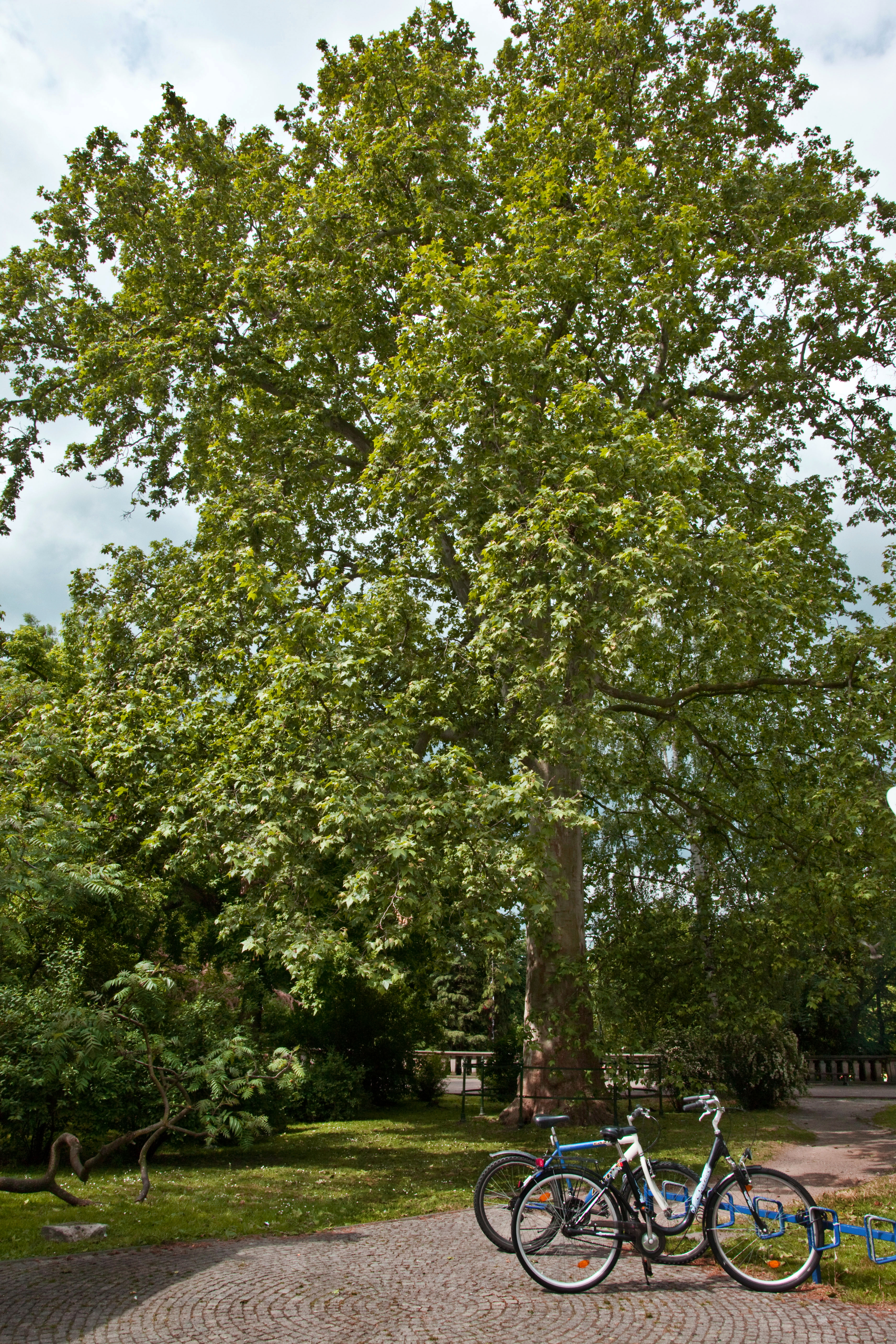
Celkový pohled na strom (květen 2015)